# Vaindloo
Vaindloo (deutsch und schwedisch Stenskär) ist eine estnische Insel im Finnischen Meerbusen. Sie gehört verwaltungsmäßig zum Dorf Vainupea in der Landgemeinde Haljala im Kreis Lääne-Viru.
Vaindloo ist Estlands nördlichste Insel. Sie ist 600 m lang und 200 m breit. Bekannt ist Vaindloo wegen seines 17 m hohen Leuchtturms; er wurde 1871 errichtet (Vorgängerbau aus Holz von 1718). Daneben befindet sich eine Station des estnischen Grenzschutzes mit einem 50 m hohen Beobachtungsturm und einem Radar auf der Insel.

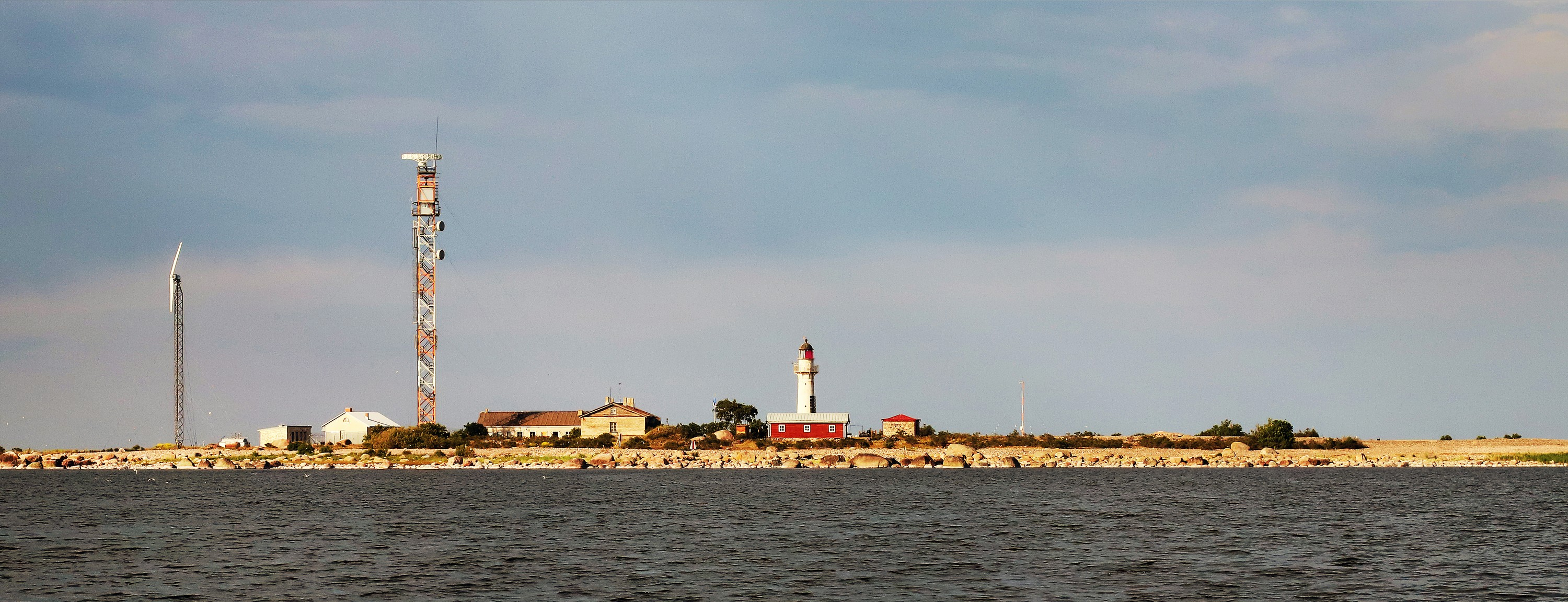
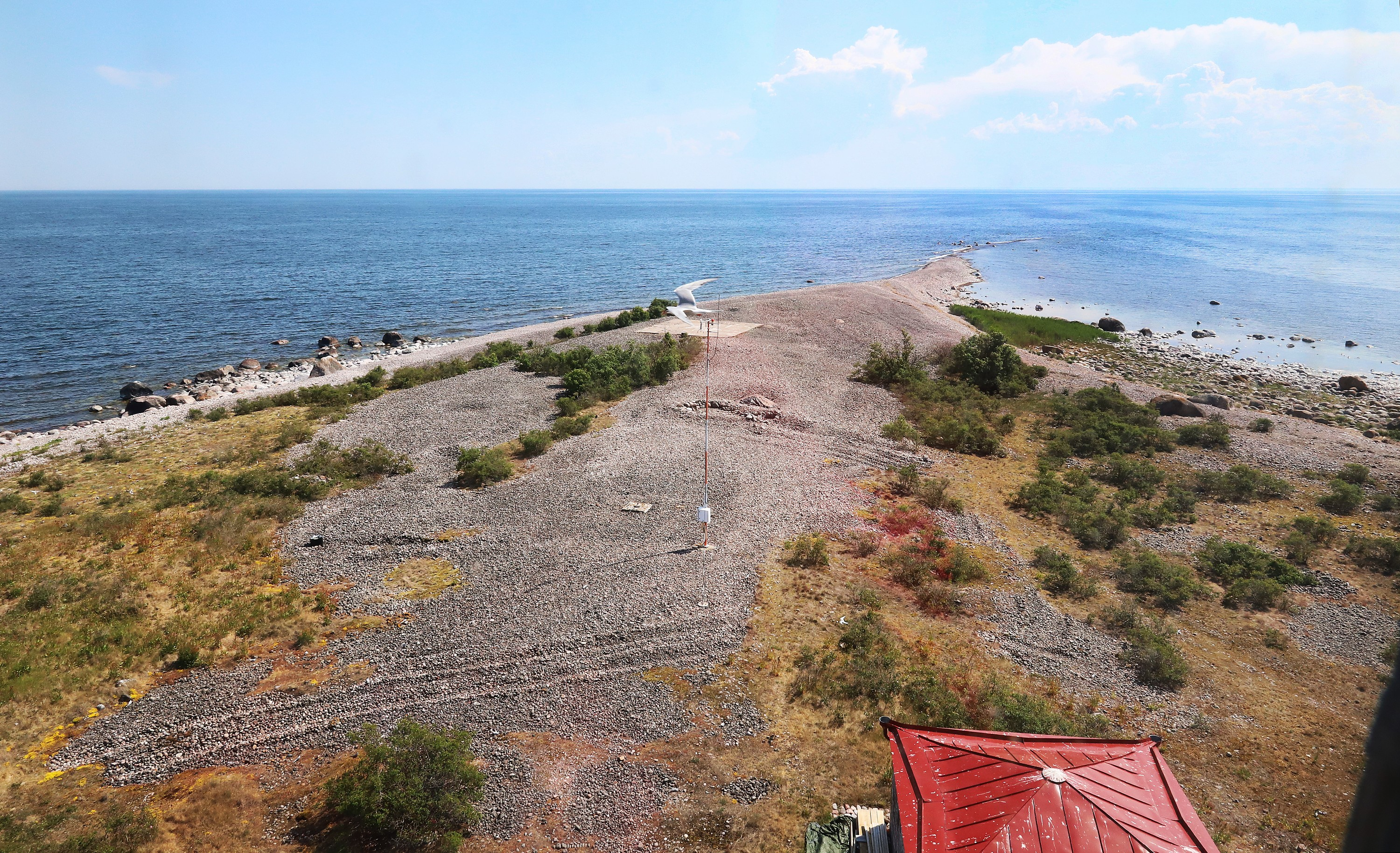
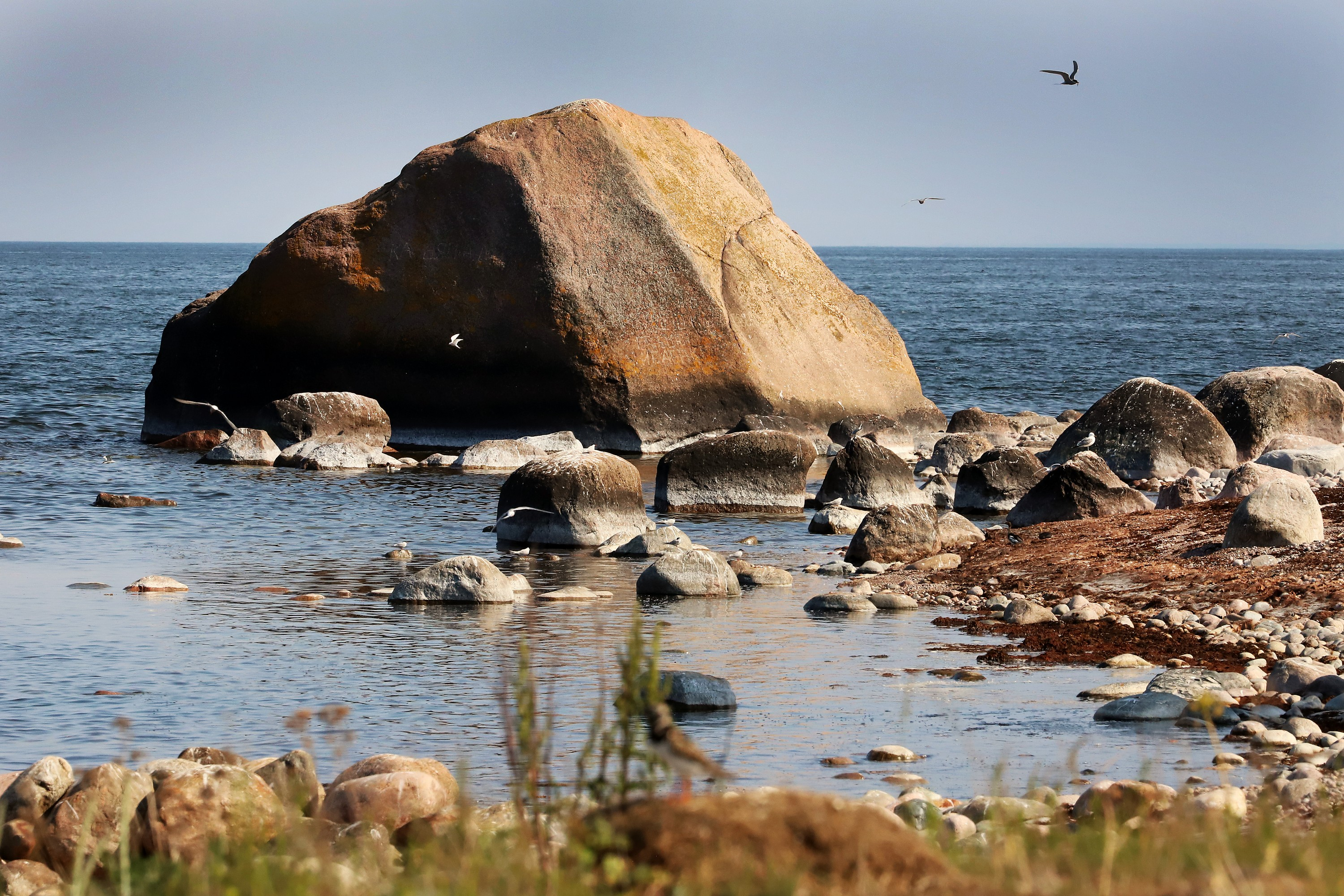
Findling
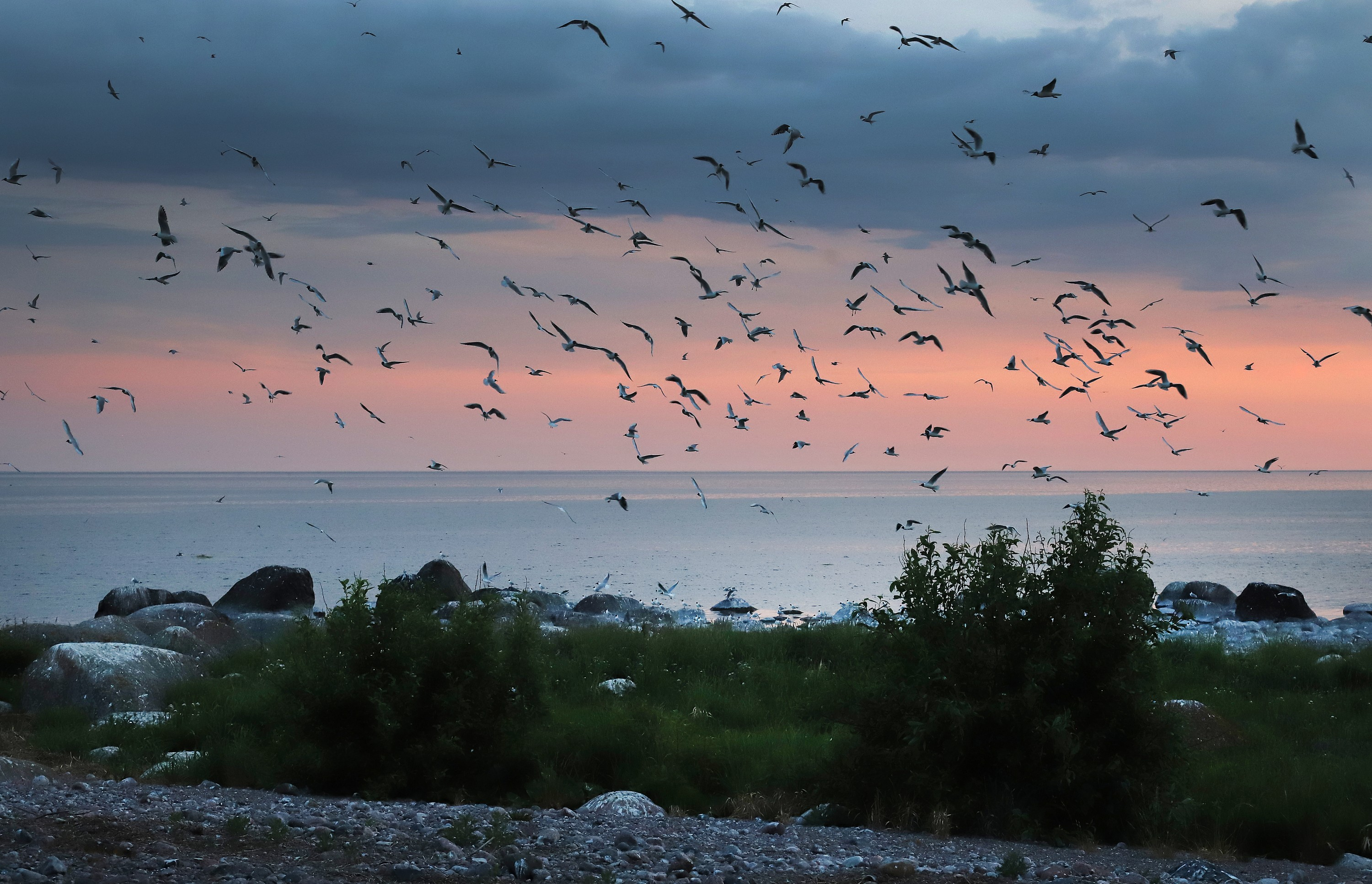